# Rua do Carmo (Lisboa)
A Rua do Carmo fica situada na Baixa lisboeta, Lisboa, Portugal. Começa no cruzamento da Rua Garrett com a Rua Nova do Almada e termina no largo D. Pedro IV, dito Rossio. É uma artéria relativamente pequena mas de grande importância comercial, devido à proximidade de zonas como a Baixa, o Chiado e o Bairro Alto. Conta com lojas de marcas internacionais e com algumas outras, tradicionais e muito antigas. Depois do Incêndio do Chiado de 1988 a rua passou por um período de decadência; mas tem vindo a revitalizar-se desde a reabertura dos antigos Armazéns do Chiado, sob a forma de um moderno centro comercial, e hoje é uma das principais ruas comerciais de Lisboa.
No início da década de 1980, a banda portuguesa de rock UHF compôs um tema chamado "Rua do Carmo", que foi um grande sucesso na rádio, e descreve a artéria antes do incêndio. Tornou-se uma das canções mais familiares da memória pública.